# مرکز محله پنجه شاه کاشان
مرکز محله پنجه شاه کاشان مربوط به دوران‌های تاریخی پس از اسلام است و در کاشان، بافت مرکزی قدیمی شهر واقع شده و این اثر در تاریخ ۸ مرداد ۱۳۸۱ با شمارهٔ ثبت ۵۹۳۷ به‌عنوان یکی از آثار ملی ایران به ثبت رسیده است.